# Jan Ørke
Jan Ørke (Stavanger, 1º settembre 1931 – Stavanger, 20 aprile 2024) è stato un calciatore norvegese, di ruolo difensore.

## Carriera

### Club
Ørke vestì la maglia del Viking dal 1949 al 1962. Collezionò 103 presenze e 2 reti in campionato.

### Nazionale
Ørke fece registrare una presenza per la Norvegia. Il 13 agosto 1958, infatti, fu in campo nella vittoria per 6-5 contro la Germania Est.

## Palmarès

### Club

#### Competizioni nazionali
- Coppa di Norvegia: 1

Viking: 1953
- Campionato norvegese: 1

Viking: 1957-1958